# ضغط تفريغ
ضغط التصريف (يُسمى أيضًا الضغط الجانبي العالي أو ضغط الرأس ) هو الضغط الناتج على جانب الإخراج لضاغط الغاز في نظام التبريد أو تكييف الهواء . يتأثر ضغط التصريف بعدة عوامل: حجم وسرعة مروحة
المكثف ، حالة ونظافة ملف المكثف ، وحجم خط التصريف. يعتبر ضغط التصريف العالي للغاية مقترنًا بضغط شفط منخفض للغاية مؤشرًا على وجود قيود على مادة التبريد.